# Bart Verhaeghe
Bart Verhaeghe (Vilvoorde, 21 maart 1965) is een Belgische ondernemer die onder meer bekend is geworden als voorzitter van Club Brugge. In 2012, een jaar na zijn aanstelling als voorzitter, werd hij meerderheidsaandeelhouder. Hij is eveneens gewezen vicevoorzitter van de Koninklijke Belgische Voetbalbond. Bart Verhaeghe werd in september 2023 door experts verkozen als meest invloedrijke man in het Belgische voetbal. De Club Brugge-voorzitter is eveneens bestuurder bij ECA, de vereniging van grootste clubs in Europa.
Verhaeghe is ook bekend als voorzitter en aandeelhouder van projectontwikkelaar Uplace. Tevens was hij in 2006 medeoprichter van de denktank Itinera Institute.

## Levensloop
Verhaeghe werd geboren in een Brabants gezin. Hij groeide op in Grimbergen en speelde voetbal bij KSC Grimbergen en Hoger Op Merchtem. Na middelbare school te hebben gelopen op het Jan van Ruusbroeckollege in Laken, studeerde hij rechten aan de Katholieke Universiteit Leuven en behaalde hij een Master of Business Administration aan de Vlerick Business School.
Hij begon zijn loopbaan bij KPMG. Na negen maanden nam hij ontslag om te starten als ondernemer. Bij industriebouwer Verelst bouwde hij projectontwikkelaar Eurinpro uit, gespecialiseerd in logistiek vastgoed, waarvan hij CEO werd. Deze vennootschap groeide aanzienlijk en werd in 2006 verkocht aan de Australische vennootschap Macquarie Goodman voor 400 miljoen euro.
Van 2004 tot 2007 was hij voorzitter van Flanders DC.

## LakeSprings nv
Verhaeghe investeert in sport (Club Brugge), vastgoed (projectontwikkeling en vastgoedinvesteringen), private equity, beursgenoteerde aandelen en non-profit (onder andere Itinera). Deze investeringen zijn ondergebracht in de familiale holding LakeSprings nv. Als vastgoedinvestering kocht Verhaeghe in 2003 het Kasteel van Bever van de familie de Villegas de Clercamp. Het kasteel werd gerenoveerd en telt zo'n 17 hectare parkgebied.

## Vastgoed: Verelst, Eurinpro en Uplace
In 1992 zette Verhaeghe zijn eerste stappen in het vastgoed toen hij aannemer Luc Verelst ontmoette. Hij kocht zich in in het klassieke aannemersbedrijf Verelst, waaruit later projectontwikkelaar Eurinpro ontstond. Deze vennootschap groeide uit tot een wereldspeler in logistiek vastgoed. Verhaeghe richtte ook twee vastgoedfondsen op, Siref en Retail Estates. Met die beleggingsvennootschappen bracht hij het winkelvastgoed en semi-industrieel vastgoed naar de beurs. In 2006 werd Eurinpro verkocht aan de Australische vennootschap Macquarie Goodman voor 400 miljoen euro.
Verhaeghe stichtte vervolgens in 2006 het vastgoedbedrijf Uplace, waarmee hij in Machelen, op de reconversiezone van 250 ha vlak bij het viaduct van Vilvoorde, een winkel- en ontspanningsproject had willen ontwikkelen met een bebouwde oppervlakte van 190.000 m². Het project struikelde echter twee keer voor de rechtbanken. Intussen heeft Uplace beslist om het project te vervangen door het Broeklin-project op dezelfde locatie, een werkwinkelwijk die ontworpen werd door professor en architect Alexander D'Hooghe. Ben Weyts (N-VA), Voka, de Bond Beter Leefmilieu en Unizo lieten zich positief uit over deze werkwinkelwijk in Machelen. Uplace blijft de naam van de projectontwikkelaar. De Vlaamse regering kende op 24 maart 2021 een omgevingsvergunning toe aan het project, maar die werd in december 2022 door de Raad voor Vergunningsbetwistingen vernietigd omdat de impact van de stikstofdepositie op het beschermde natuurgebied Valleigebied tussen Melsbroek, Kampenhout, Kortenberg en Veltem onvoldoende werd onderzocht, dit terwijl het Floordambos, als onderdeel daarvan, al lijdt onder een te hoge stikstofdepositie. Projectontwikkelaar Uplace diende in juni 2023 een nieuwe aanvraag in en verkreeg de nieuwe omgevingsvergunning in december 2023. Tegen die vergunning kwam één beroep, maar de indiener trok zijn beroep in september 2024 in. Daardoor heeft Bart Verhaeghe met zijn projectonwikkelingsbedrijf Uplace een definitieve en uitvoerbare vergunning op zak voor stadsvernieuwingsproject Broeklin in Machelen. 
Uplace is ook onder meer actief in steden als Dendermonde (Hof van Saeys) en Tielt (Collegesite).

## Club Brugge
In 2004 werkte Verhaeghe, op vraag van de Vlaamse regering, een haalbaarheidsstudie uit voor scholen en voetbalstadions. Daaropvolgend werd hij gecontacteerd door het toenmalig bestuur van Club Brugge, dat plannen voor een nieuw stadion ontwikkelde. Verhaeghe lichtte aanvullend de hele werking door en ontwikkelde een strategische visie voor de eersteklasser. Op vraag van het toenmalige bestuur voerde Verhaeghe de interne verandering door, werd hij voorzitter en haalde hij Vincent Mannaert weg bij Zulte-Waregem om CEO te worden van Club Brugge. Mannaert leidt de operationele werking van Club, ondersteund door een professioneel managementteam.
Ook de Raad van Bestuur onderging grote wijzigingen: verschillende ondernemers deden hun intrede. Eind 2012 werd het handelsfonds van de vzw Club Brugge K.V. overgedragen naar de naamloze vennootschap Club Brugge waarin een bedrag van 15 miljoen euro werd gebracht. Verhaeghe werd meerderheidsaandeelhouder.
Onder Verhaeghe en Mannaert groeide Club Brugge verder uit tot een Belgische topclub en Europese subtopper. Van 2014 tot 2025 behaalde het de beste resultaten van alle Jupiler Pro League-clubs. Het won in die periode het vaakst de reguliere competitie (5), de meeste landstitels (6), het speelde drie Bekerfinales waarvan Club er twee won. Club Brugge won in diezelfde periode 2 Supercups en kaapte ook de meeste individuele prijzen weg. Op Europees niveau is Club bijna een vaste waarde in de Champions league. Het slaagde er ook in te overwinteren in de Champions League, dat gebeurde in het voetbalseizoen 2022-2023 en in seizoen 2024-2025 toen het strandde in de achtste finales tegen Aston Villa.
Niet alleen op het veld, maar ook ernaast viel Club Brugge onder het bewind van Bart Verhaeghe en Vincent Mannaert meermaals in de prijzen, meer bepaald met de Club Brugge Foundation. De community werking - die jaarlijks structurele steun ontvangt van Club Brugge nv - ontving in de seizoenen 2014-'15, 2015-'16, 2017-'18 en 2020-'21 de Pro League Football & Community Award (vroeger genaamd de Pro League+ Club Gold Award ), een erkenning voor de beste mvo-werking in het Belgisch voetbal. In het seizoen 2019-'20 ontving Club Brugge Foundation twee internationale prijzen voor het project met het project 'De Beer en zijn Sjaal', namelijk de More than Football Award van het European for Football Development Network en de Professional Club - Community Award van de International Sports Awards. De Club Brugge Foundation gebruikt de kracht en de impact van het voetbal op de samenleving om een positieve bijdrage te leveren op maatschappelijk gebied. Het legt hierbij een extra focus op de kwetsbare groepen binnen de samenleving en meer specifiek binnen de regio’s waaruit de achterban van Club Brugge afkomstig is. De werkingsmiddelen van de Club Foundation komen voornamelijk van de Club Brugge nv.
Verhaeghe liet de omzet van de nv in acht jaar tijd groeien van 43 miljoen euro in 2011 tot 137 miljoen euro in 2020. Voor het seizoen 2022-2023 bedragen de inkomsten 176 miljoen euro. Sporteconomen bewonderen Club voor die uitstekende financiële resultaten en schrijven die toe aan de goedwerkende commerciële cel van Club, de groei als mediabedrijf en goede strategisch keuzes. De bouw van een nieuw stadion kan die groei nog versterken. Sinds 2006 werden door de overheid verschillende locaties voorgesteld voor een nieuw Club-stadion, maar steeds doken juridische beroepsprocedures op. Begin 2020 werd door het stadsbestuur van Brugge en het bestuur van Club Brugge bekendgemaakt dat de inplanting van het nieuwe stadion voorzien wordt op de huidige Olympiasite. Club Brugge zal het stadion met eigen middelen bouwen, de stad geeft een erfpacht op het gebruik van de gronden. Van zodra het nieuwe stadion klaar is kan het Jan Breydelstadion worden afgebroken. Club biedt de garantie dat Cercle Brugge kan blijven spelen in het nieuwe stadion op de Olympiasite, tot de vereniging een ander stadion in gebruik kan nemen. De vergunning voor het nieuwe stadion op de Olympiasite werd verleend op 6 oktober 2021. maar over dit besluit is inmiddels formeel bezwaar aangetekend door omwonenden.
Het oefencomplex van Club Brugge, het Belfius basecamp, bevindt zich in Westkapelle (Knokke-Heist). Op 12 september 2018 werd daarvoor de eerste steen gelegd. Tien maanden later nam de A-kern er officieel zijn intrek.
Op 3 maart 2021 kondigden voorzitter Bart Verhaeghe en CEO Vincent Mannaert de intentie tot beursgang van Club Brugge aan, op Euronext Brussels, maar die werd op 25 maart 2021 uitgesteld omwille van de marktomstandigheden.
Op 2/7/2021 maakte Club Brugge bekend dat het Amerikaanse Orkila Capital 23,26% van de aandelen verwerft van Club Brugge. Het investeringsfonds dat 15 jaar ervaring heeft in sport, media, entertainment en B2C markten in Europa en de VS, zorgt voor een kapitaalinjectie van 20 miljoen euro om Club te versterken op vlak van merkbeleving en datamanagement in het sportieve departement. Daarnaast neemt de investeringsgroep aandelen over van de bestaande aandeelhouders van Club (verzameld in Grizzly Sports nv) ter waarde van 30 miljoen euro. Door deze transactie behoudt Grizzly Sports nv (met Bart Verhaeghe als hoofdaandeelhouder) 71,89% van de Club-aandelen. Orkila Capital wordt minderheidsaandeelhouder met 23,26%.
In de Operatie Propere Handen werd Verhaeghe beschuldigd van valsheid in geschrifte in het kader van fictieve overeenkomsten om onder andere Mats Rits en Georges Leekens officieus te kunnen uitbetalen. Verhaeghe sloot, net zoals een aantal andere beschuldigden, een minnelijke schikking met justitie. Die minnelijke schikking houdt in dat ze geen schuld bekennen en een boete betalen, waardoor ze niet voor de correctionele rechtbank verschijnen.
In november 2023 kondigde Bart Verhaeghe aan dat hij samen met Jan Boone en Peter Vanhecke hoofdaandeelhouder blijft van Club Brugge. Dat zei hij in de marge van de persconferentie op 28 november 2023 over het afscheid van CEO Vincent Mannaert. Verhaeghe engageert zich om ook de komende jaren de strategische leiding over Club Brugge te nemen. Daarmee countert hij de geruchten over een mogelijke verkoop van de club. Die ontstonden nadat Club Brugge in mei 2023 in zee ging met zakenbank Raine. Een samenwerking die kadert in de toekomstige investeringsuitdagingen van Club Brugge: het zoekt financiële partners voor de bouw van een nieuw stadion.
Vanaf 1 juli 2024 neemt zoon Lucas Verhaeghe plaats in de raad van bestuur van Club Brugge. Dat gebeurt nadat voormalig CEO Vincent Mannaert zijn aandelen verkocht heeft aan Bart Verhaeghe. De nieuwe samenstelling van de raad van bestuur is daarmee als volgt: Bart Verhaeghe, een vertegenwoordiger van aandeelhouder Orkila Capital, Jan Boone, Peter Vanhecke, CEO Bob Madou en Lucas Verhaeghe. Die laatste neemt ook een operationele functie waar in het transferdepartement van Club Brugge.

## Koninklijke Belgische Voetbalbond (KBVB)

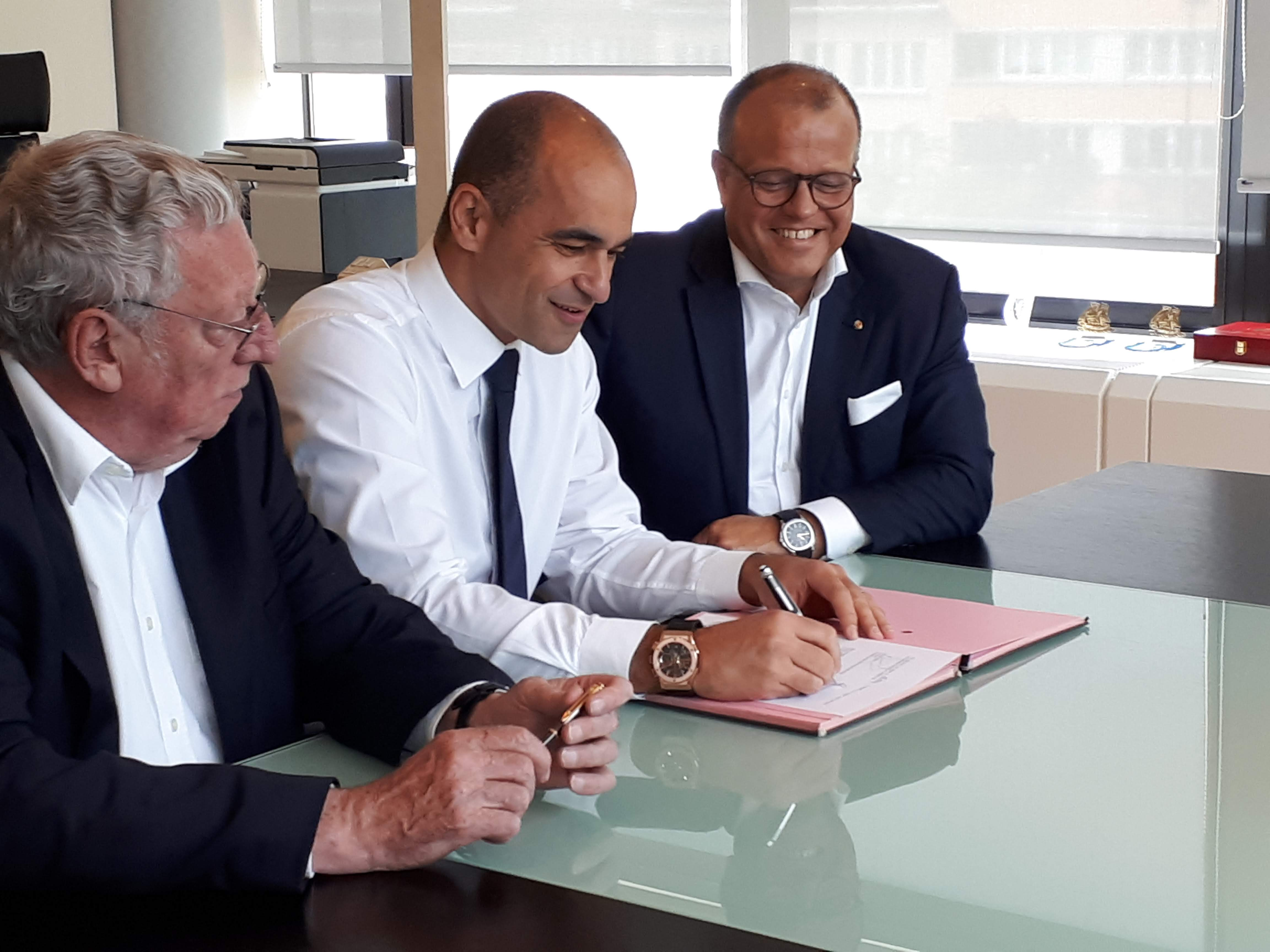
In 2018 werd het contract van bondscoach Roberto Martínez verlengd.

In 2013 kwam Verhaeghe, via afvaardiging uit de Pro League, terecht in het Uitvoerend Comité van de KBVB. Drie jaar later nam hij het mandaat op van bestuurder en werd ondervoorzitter. In tandem met oud-voorzitter Gérard Linard saneerde Verhaeghe de KBVB. De bond die in 2016 een verlies maakte van 8 miljoen euro, werd gesaneerd tot een financieel gezonde federatie. Verhaeghe en Linard rolden een ethische code uit voor alle medewerkers en partners van de KBVB. De regels van good governance werden geïnstalleerd, waarbij een professioneel managementteam onder leiding van ceo Peter Bossaert de sleutels in handen kreeg om de operationele werking van de KBVB te leiden.
Verhaeghe was ook voorzitter van de Technische Commissie. Hij stelde samen met Mehdi Bayat en Chris Van Puyvelde bondscoach Roberto Martínez aan. Verhaeghe was tijdens het WK in Rusland delegatieleider, toen de Rode Duivels de bronzen medaille behaalden.
In juni 2019 legde Verhaeghe zijn functies bij de KBVB neer, om zich te richten op Club Brugge en zijn andere professionele activiteiten.
Begin 2023 was hij ook lid van het taskforce om de opvolger van Roberto Martinez aan te duiden. Dit leidde tot de aanstelling van Domenico Tedesco.

## Itinera Institute
In februari 2006 richtten Bart Verhaeghe, Marc De Vos, en Gaëtan Hannecart (CEO Matexi Group) de denktank Itinera Institute op. Bart Verhaeghe was voorzitter van de Raad van Bestuur van 2006 tot september 2021. Itinera wil maatschappelijke vraagstukken, met het oog op verbetering van het beleid, onderzoeken. Hun team uit België en uit het buitenland, focust op welvaartcreatie, goed bestuur en democratische inclusie. Op 1 september 2021 verving professor Ignaas Devisch afscheidnemend directeur Leo Neels. Het voorzitterschap werd overgedragen aan professor Alexander D'Hooghe. Consultant Karel Volckaert nam bij Itinera de functie waar van operationeel directeur. Ivan Van de Cloot bleef hoofdeconoom. De werking van Itinera wordt uitsluitend mogelijk gemaakt door financiële bijdragen van ondernemingen, ondernemers en families. Deze financiële partners, waaronder Verhaeghe, onderschrijven de doelstellingen en waarden van Itinera en garanderen de volledige intellectuele onafhankelijkheid van de denk-en-doetank.

## Persoonlijk
Verhaeghe is getrouwd en heeft drie kinderen.

## Publicaties
- Zeg niet aan mijn moeder dat ik ondernemer ben...ze denkt dat ik op zoek ben naar een job, 2003
- Durf! Pleidooi voor meer ambitie en lef, Van Halewyck, 2019